# Köllnholz
Köllnholz är ett kommunfritt område i Landkreis Coburg i Regierungsbezirk Oberfranken i förbundslandet Bayern i Tyskland.